# Vaccinium ovalifolium
Vaccinium ovalifolium är en ljungväxtart som beskrevs av James Edward Smith. Vaccinium ovalifolium ingår i Blåbärssläktet, och familjen ljungväxter.

## Underarter
Arten delas in i följande underarter:
- V. o. alpinum
- V. o. sachalinense

## Bildgalleri

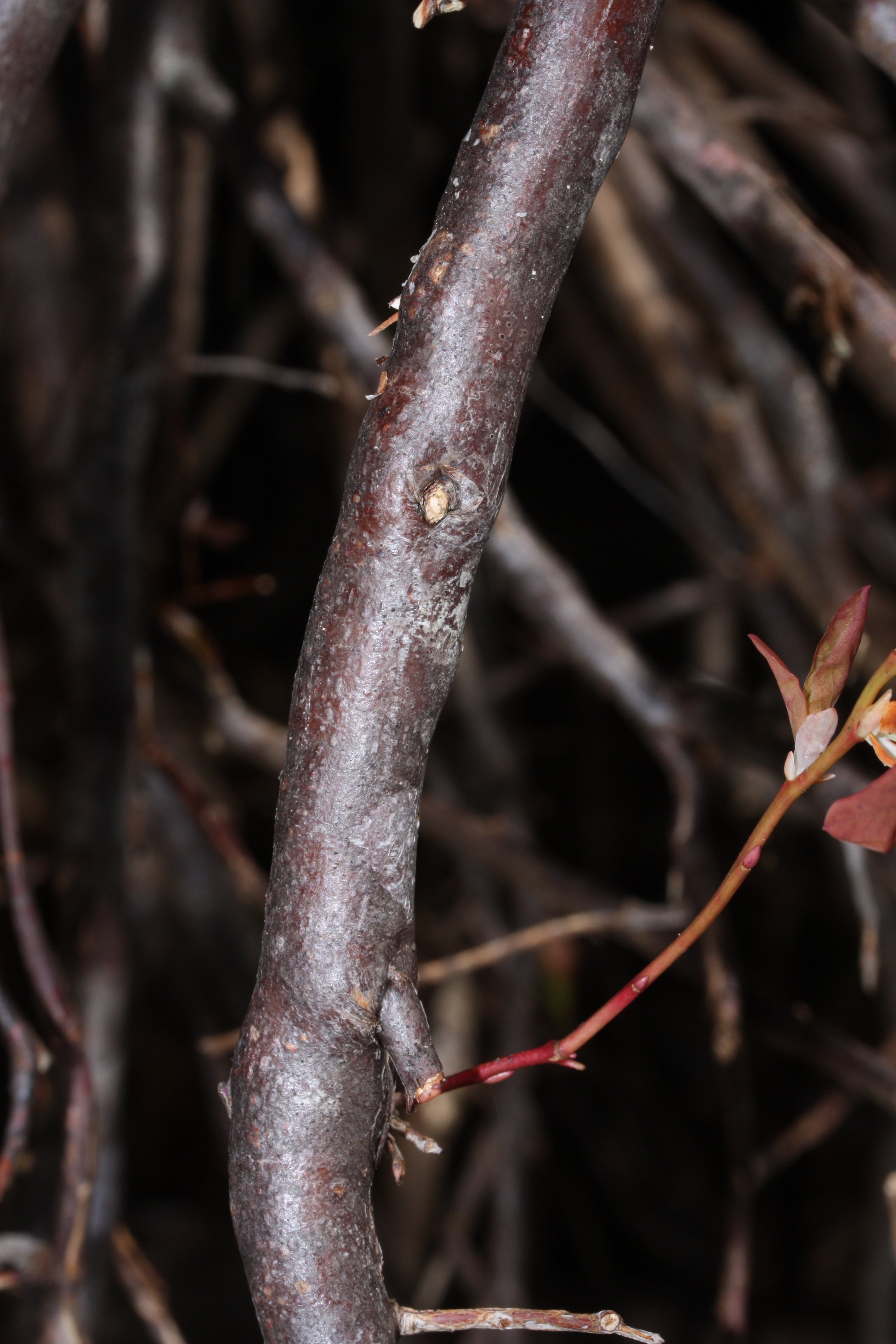